# Матьё I (герцог Лотарингии)
Матье (Маттеус) I Добродушный (фр. Mathieu I le Débonnaire, нем. Matthäus I.; ок. 1119 — 13 мая 1176) — герцог Лотарингии из Эльзасской династии (1139—1176), старший сын и наследник Симона I, герцога Лотарингии, и Адели, дочери Генриха III, графа Лувена.

## Биография
Подобно своим предшественникам, Маттиас был верным сторонником немецких королей и императоров. Он был женат на сестре императора Фридриха Барбароссы Берте, а жена самого Фридриха Барбароссы Беатриса приходилась Маттиасу племянницей. Маттиас вместе с Конрадом III принимал участие во Втором крестовом походе, сопровождал Фридриха Барбароссу в его итальянских походах и поддерживал в борьбе против римских пап Адриана IV и Александра III, Франции и Сицилии.
Маттиас враждовал со многими своими вассалами и соседями, включая графов Бара и епископов Туля. Столкновение с епископом Туля за обладание Гондервилем на Мозеле привело к отлучению Маттиаса от церкви по решению папы Евгения III (1153 год). Однако при поддержке Фридриха Барбароссы он одержал верх над епископом и стал именоваться графом Туля.
Маттиас щедро покровительствовал церкви и основал ряд монастырей, в одном из которых, Клерле, был похоронен вместе с женой.

## Брак и дети
Жена: с ок. 1138 Берта Гогенштауфен (1123—1195), дочь Фридриха II, герцога Швабии. Дети:
- Симон II (ок. 1140 — 1 апреля 1206), герцог Лотарингии с 1176
- Ферри I (до 1155 — 7 апреля 1206), сеньор Битша с 1155, герцог Лотарингии с 1205
- Юдит (ок. 1140 — 19 марта после 1173); муж: с 1170 Этьен II (1156—1175), граф Осона
- Алиса (ок. 1145 — ок. 1200); муж: с 1183 Гуго III (1162—1192), герцог Бургундии
- Тьерри (Дитрих) IV (ум. 1181), епископ Меца 1173—1179
- Матье II (ум. 1207), граф Туля ранее 1180
- дочь